# 里沃欧特
里沃欧特（法語：Rivehaute，法語發音：[ʁiv(ə)ot]）是法国大西洋比利牛斯省的一个市镇，属于奥洛龙-圣玛丽区。

## 地理
里沃欧特（43°20'38"N, 0°52'46"W）面积8.41 平方千米，位于法国新阿基坦大区大西洋比利牛斯省，该省份为法国东南部省份，涵盖了贝阿恩与北巴斯克，西临大西洋比斯開灣，北至朗德省，东北接热尔省，东临上比利牛斯省，南与西班牙接壤。
与里沃欧特接壤的市镇（或旧市镇、城区）包括：阿罗瑞宗、沙尔、热斯塔、蒙福尔、纳巴。
里沃欧特的时区为UTC+01:00、UTC+02:00（夏令时）。

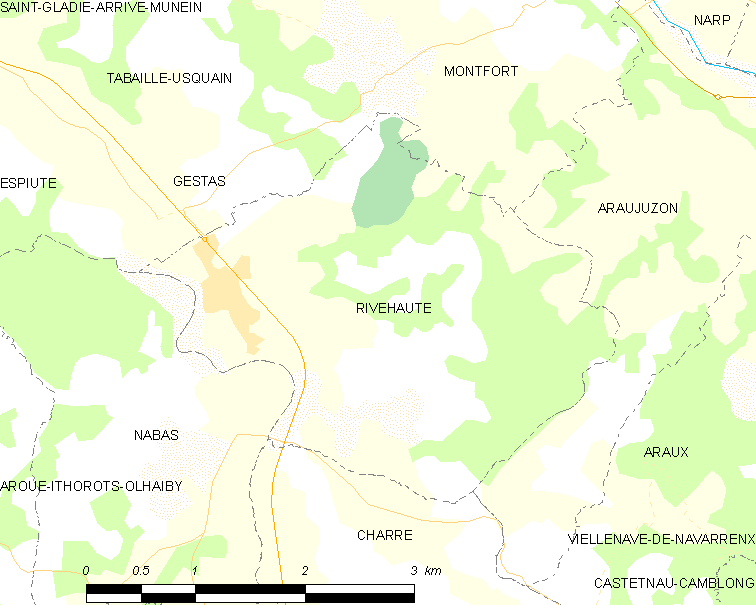
里沃欧特的OSM定位图

## 行政
里沃欧特的邮政编码为64190，INSEE市镇编码为64466。

## 政治
里沃欧特所属的省级选区为贝阿恩中心县。

## 人口

1962-2008年间里沃欧特人口变化图示

里沃欧特于2022年1月1日时的人口数量为271人。